# Hampton Tableland
Hampton Tableland är ett platåberg i Australien. Det ligger i delstaten Western Australia, omkring 970 kilometer öster om delstatshuvudstaden Perth.
Omgivningarna runt Hampton Tableland är i huvudsak ett öppet busklandskap. Stäppklimat råder i trakten. Genomsnittlig årsnederbörd är 484 millimeter. Den regnigaste månaden är januari, med i genomsnitt 100 mm nederbörd, och den torraste är augusti, med 8 mm nederbörd.